# Deron Winn
Deron Winn (ur. 13 czerwca 1989) – amerykański zapaśnik w stylu wolnym. Brązowy medalista mistrzostw panamerykańskich w 2014 roku. Zawodnik Lindenwood University.